# Torii Kiyoshige

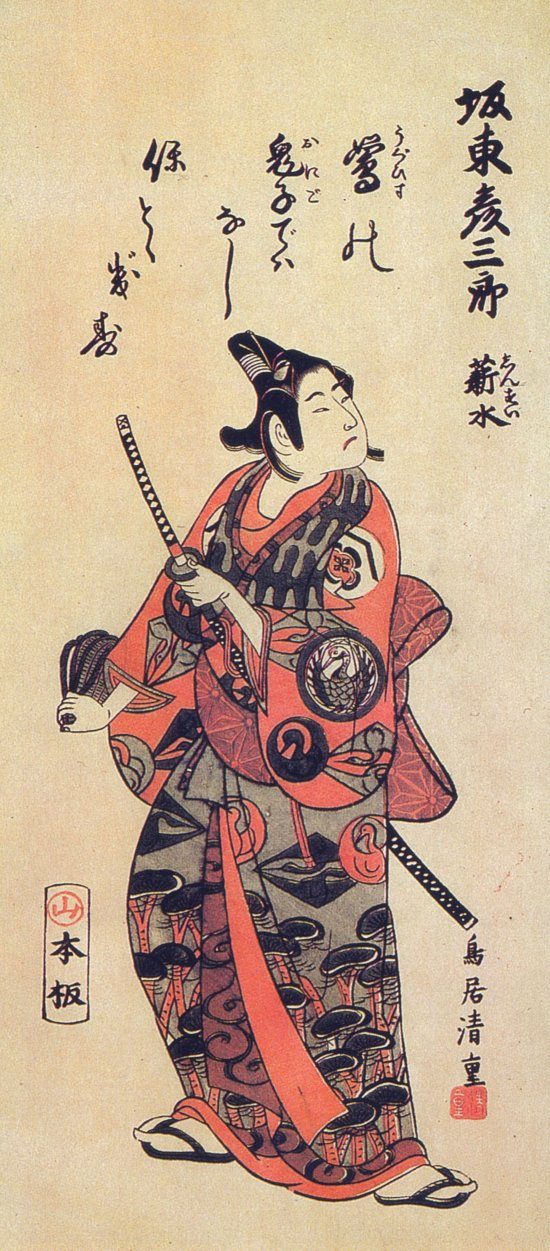
Bando Hikosaburō (1758)

Torii Kiyoshige (jap. 鳥居 清重; * ca. Anfang des 18. Jahrhunderts; † zweites Drittel des 18. Jahrhunderts) war ein japanischer Maler und Holzschnittzeichner bzw. Ukiyo-e-Künstler. Seine großen Drucke rangieren unter den späten Meisterwerken der Torii-Schule.
Von Kiyoshige nimmt man an, dass er ein später Schüler des Kiyonobu, des Gründers der Torii-Schule, war. Im Gegensatz zu der geschwungenen und flüssigen Linienführung seines Meisters, malte Kiyoshige jedoch eher winkelig und streng. Charakteristisch für die Bildkomposition vieler seiner Werke sind einzelne Figuren, die einen Großteil der Bildfläche einnehmen und Haikus, japanische Kurzgedichte, im oberen Abschnitt des Bildes.
Neben Buchillustrationen fertigte er vor allem Benizuri-e (rotlastige Mehrfarbdrucke) und Urushi-e (Lackdrucke) von Frauen und Schauspielern an. Seine Schaffenszeit lässt sich ungefähr von 1724 bis 1764 eingrenzen, der Ort seiner Tätigkeit auf Edo.